# Marek Sapara
Marek Sapara (Košice, 31 luglio 1982) è un ex calciatore slovacco, di ruolo centrocampista.
Ha diviso la sua carriera professionistica tra Slovacchia, Norvegia e Turchia. Con la Nazionale slovacca ha giocato il Mondiale 2010, il primo nella storia della Nazionale.

## Caratteristiche tecniche
Calciatore polivalente, il suo ruolo naturale è quello di trequartista, ma può essere schierato anche come interno o esterno di centrocampo, ala destra o seconda punta.

## Carriera

### Club
Trascorre le giovanili nel VSS Košice, principale squadra della sua città natale. Dopo aver passato una stagione FK Krásna nad Hornádom, passa al MFK Kosice nel 2000. In due stagioni il Kosice rischia due volte di retrocedere in seconda divisione, ma si salva per pochi punti: Sapara gioca 79 incontri di campionato e realizza 9 reti. Nel 2002 passa dunque al Ružomberok, compagine slovacca. Alterna stagioni altalenanti a quelle migliori arrivando al 3º posto nel 2004. Nel 2006 la squadra compie un double nazionale, vincendo campionato e coppa, quest'ultima vinta 4-3 ai rigori dopo lo 0-0 dei tempi regolamentari e supplementari contro lo Spartak Trnava.
L'anno seguente, Sapara viene acquistato dai norvegesi del Rosenborg in cambio di € 1,3 milioni: è il primo slovacco a giocare con la società di Trondheim. In Norvegia gioca 4 stagioni e quasi tutte da titolare vincendo due campionati (2006 e 2009). Il Rosenborg partecipa alla Champions League 2007-2008 dove supera agevolmente i kazaki dell'Astana e i finlandesi del Tampere Utd, per poi essere estratto nel girone B della fase a gironi che si rivela complicato: Schalke 04, Chelsea e Valencia. I norvegesi se la cavano trovando un pari a Londra e due vittorie contro gli spagnoli perdendo sempre contro lo Schalke e una volta contro il Chelsea. Chiudono con 7 punti al 3º posto, il che vale la retrocessione in Coppa UEFA: qui incontrano la Fiorentina che li elimina 3-1. Al Rosenborg conta 77 presenze ed una ventina di realizzazioni. Nel 2010 si trasferisce ad Ankara capitale turca sede dell'Ankaragücü in cambio di € 2,2 milioni: il club chiuderà in dodicesima posizione il campionato turco.
Il 3 settembre 2011 è ufficiale il suo trasferimento al Trabzonspor assieme al connazionale Róbert Vittek, in cambio di € 200.000. Firma un triennale. Al termine della stagione 2012-2013, dopo esser stato ceduto in prestito al Gaziantepspor, il Trabzonspor rescinde il contratto del centrocampista slovacco. Dopo diversi mesi senza squadra, nel gennaio 2014 si accorda con il Gaziantepspor. A fine stagione si trasferisce all'Osmanlispor, restando nel calcio turco, prima di fare ritorno in patria, accasandosi al Ruzoberok in prestito semestrale. Alla ventiquattresima giornata, nei primi di aprile 2015, s'infortuna al ginocchio, che gli aveva dato già dei fastidi in passato, lasciando i terreni di gioco per diversi mesi e dovendo subire un intervento chirurgico.
Nell'estate 2015 torna in Turchia terminando il rapporto con l'Osmanlispor prima di firmare un nuovo contratto con il Ružomberok nel gennaio 2016, dopo esser rimasto fermo per altri sei mesi.

### Nazionale
Dal 2005 fa parte della nazionale maggiore ed è nella lista dei 23 che partecipano al Mondiale in Sudafrica ma non ha giocato le prime 3 partite del girone della nazionale: Nuova Zelanda-Slovacchia 1-1; Slovacchia-Paraguay 0-2 e Slovacchia-Italia 3-2: dopo i seguenti incontri la Slovacchia si è qualificata agli ottavi dove incontrerà i Paesi Bassi, perdendo 2-1.

## Statistiche

### Cronologia presenze e reti in nazionale
| Cronologia completa delle presenze e delle reti in nazionale ― Slovacchia | Cronologia completa delle presenze e delle reti in nazionale ― Slovacchia | Cronologia completa delle presenze e delle reti in nazionale ― Slovacchia | Cronologia completa delle presenze e delle reti in nazionale ― Slovacchia | Cronologia completa delle presenze e delle reti in nazionale ― Slovacchia | Cronologia completa delle presenze e delle reti in nazionale ― Slovacchia | Cronologia completa delle presenze e delle reti in nazionale ― Slovacchia | Cronologia completa delle presenze e delle reti in nazionale ― Slovacchia |
| Data                                                                      | Città                                                                     | In casa                                                                   | Risultato                                                                 | Ospiti                                                                    | Competizione                                                              | Reti                                                                      | Note                                                                      |
| ------------------------------------------------------------------------- | ------------------------------------------------------------------------- | ------------------------------------------------------------------------- | ------------------------------------------------------------------------- | ------------------------------------------------------------------------- | ------------------------------------------------------------------------- | ------------------------------------------------------------------------- | ------------------------------------------------------------------------- |
| 8-10-2005                                                                 | Bratislava                                                                | Slovacchia                                                                | 1 – 0                                                                     | Estonia                                                                   | Qual. Mondiali 2006                                                       | -                                                                         | 77’                                                                       |
| 20-5-2006                                                                 | Trnava                                                                    | Slovacchia                                                                | 1 – 1                                                                     | Belgio                                                                    | Amichevole                                                                | -                                                                         | 46’                                                                       |
| 15-8-2006                                                                 | Bratislava                                                                | Slovacchia                                                                | 3 – 0                                                                     | Malta                                                                     | Amichevole                                                                | -                                                                         | 46’                                                                       |
| 15-11-2006                                                                | Žilina                                                                    | Slovacchia                                                                | 3 – 1                                                                     | Bulgaria                                                                  | Amichevole                                                                | 1                                                                         | 74’                                                                       |
| 24-3-2007                                                                 | Strovolos                                                                 | Cipro                                                                     | 1 – 3                                                                     | Slovacchia                                                                | Qual. Euro 2008                                                           | -                                                                         | 68’                                                                       |
| 28-3-2007                                                                 | Dublino                                                                   | Irlanda                                                                   | 1 – 0                                                                     | Slovacchia                                                                | Qual. Euro 2008                                                           | -                                                                         | 72’                                                                       |
| 6-6-2007                                                                  | Amburgo                                                                   | Germania                                                                  | 2 – 1                                                                     | Slovacchia                                                                | Qual. Euro 2008                                                           | -                                                                         | 65’                                                                       |
| 22-8-2007                                                                 | Trnava                                                                    | Slovacchia                                                                | 0 – 1                                                                     | Francia                                                                   | Amichevole                                                                | -                                                                         | 72’                                                                       |
| 8-9-2007                                                                  | Bratislava                                                                | Slovacchia                                                                | 2 – 2                                                                     | Irlanda                                                                   | Qual. Euro 2008                                                           | -                                                                         | 72’                                                                       |
| 12-9-2007                                                                 | Trnava                                                                    | Slovacchia                                                                | 2 – 5                                                                     | Galles                                                                    | Qual. Euro 2008                                                           | -                                                                         |                                                                           |
| 13-10-2007                                                                | Dubnica nad Váhom                                                         | Slovacchia                                                                | 7 – 0                                                                     | San Marino                                                                | Qual. Euro 2008                                                           | 1                                                                         | 64’ 79’                                                                   |
| 17-11-2007                                                                | Praga                                                                     | Rep. Ceca                                                                 | 3 – 1                                                                     | Slovacchia                                                                | Qual. Euro 2008                                                           | -                                                                         | 57’                                                                       |
| 6-2-2008                                                                  | Limassol                                                                  | Ungheria                                                                  | 1 – 1                                                                     | Slovacchia                                                                | Amichevole                                                                | -                                                                         | 59’                                                                       |
| 26-3-2008                                                                 | Zlaté Moravce                                                             | Slovacchia                                                                | 1 – 2                                                                     | Islanda                                                                   | Amichevole                                                                | -                                                                         | 46’                                                                       |
| 20-8-2008                                                                 | Bratislava                                                                | Slovacchia                                                                | 0 – 2                                                                     | Grecia                                                                    | Amichevole                                                                | -                                                                         | 60’                                                                       |
| 6-9-2008                                                                  | Bratislava                                                                | Slovacchia                                                                | 2 – 1                                                                     | Irlanda del Nord                                                          | Qual. Mondiali 2010                                                       | -                                                                         |                                                                           |
| 10-9-2008                                                                 | Maribor                                                                   | Slovenia                                                                  | 2 – 1                                                                     | Slovacchia                                                                | Qual. Mondiali 2010                                                       | -                                                                         |                                                                           |
| 15-10-2008                                                                | Bratislava                                                                | Slovacchia                                                                | 2 – 1                                                                     | Polonia                                                                   | Qual. Mondiali 2010                                                       | -                                                                         | 73’                                                                       |
| 28-3-2009                                                                 | Londra                                                                    | Inghilterra                                                               | 4 – 0                                                                     | Slovacchia                                                                | Amichevole                                                                | -                                                                         | 62’ 77’                                                                   |
| 1-4-2009                                                                  | Praga                                                                     | Rep. Ceca                                                                 | 1 – 2                                                                     | Slovacchia                                                                | Qual. Mondiali 2010                                                       | -                                                                         | 87’                                                                       |
| 5-9-2009                                                                  | Bratislava                                                                | Slovacchia                                                                | 2 – 2                                                                     | Rep. Ceca                                                                 | Qual. Mondiali 2010                                                       | -                                                                         | 74’                                                                       |
| 9-9-2009                                                                  | Belfast                                                                   | Irlanda del Nord                                                          | 0 – 2                                                                     | Slovacchia                                                                | Qual. Mondiali 2010                                                       | -                                                                         | 90’                                                                       |
| 17-11-2009                                                                | Žilina                                                                    | Slovacchia                                                                | 1 – 2                                                                     | Cile                                                                      | Amichevole                                                                | -                                                                         | 79’                                                                       |
| 3-3-2010                                                                  | Žilina                                                                    | Slovacchia                                                                | 0 – 1                                                                     | Norvegia                                                                  | Amichevole                                                                | -                                                                         | 71’                                                                       |
| 5-6-2010                                                                  | Bratislava                                                                | Slovacchia                                                                | 3 – 0                                                                     | Costa Rica                                                                | Amichevole                                                                | -                                                                         | 46’                                                                       |
| 28-6-2010                                                                 | Durban                                                                    | Paesi Bassi                                                               | 2 – 1                                                                     | Slovacchia                                                                | Mondiali 2010 - Ottavi di finale                                          | -                                                                         | 87’                                                                       |
| 3-9-2010                                                                  | Bratislava                                                                | Slovacchia                                                                | 1 – 0                                                                     | Macedonia                                                                 | Qual. Euro 2012                                                           | -                                                                         |                                                                           |
| 7-9-2010                                                                  | Mosca                                                                     | Russia                                                                    | 0 – 1                                                                     | Slovacchia                                                                | Qual. Euro 2012                                                           | -                                                                         | 73’                                                                       |
| 17-11-2010                                                                | Bratislava                                                                | Slovacchia                                                                | 2 – 3                                                                     | Bosnia ed Erzegovina                                                      | Amichevole                                                                | -                                                                         | 46’                                                                       |
| 15-8-2012                                                                 | Odense                                                                    | Danimarca                                                                 | 1 – 3                                                                     | Slovacchia                                                                | Amichevole                                                                | -                                                                         | 90’                                                                       |
| 7-9-2012                                                                  | Vilnius                                                                   | Lituania                                                                  | 1 – 1                                                                     | Slovacchia                                                                | Qual. Mondiali 2014                                                       | 1                                                                         |                                                                           |
| 11-9-2012                                                                 | Bratislava                                                                | Slovacchia                                                                | 2 – 0                                                                     | Liechtenstein                                                             | Qual. Mondiali 2014                                                       | 1                                                                         |                                                                           |
| 12-10-2012                                                                | Bratislava                                                                | Slovacchia                                                                | 2 – 1                                                                     | Lettonia                                                                  | Qual. Mondiali 2014                                                       | 1                                                                         |                                                                           |
| 16-10-2012                                                                | Bratislava                                                                | Slovacchia                                                                | 0 – 1                                                                     | Grecia                                                                    | Qual. Mondiali 2014                                                       | -                                                                         | 13’                                                                       |
| 14-11-2012                                                                | Olomouc                                                                   | Rep. Ceca                                                                 | 3 – 0                                                                     | Slovacchia                                                                | Amichevole                                                                | -                                                                         |                                                                           |
| 6-2-2013                                                                  | Bruges                                                                    | Belgio                                                                    | 2 – 1                                                                     | Slovacchia                                                                | Amichevole                                                                | -                                                                         |                                                                           |
| 22-3-2013                                                                 | Žilina                                                                    | Slovacchia                                                                | 1 – 1                                                                     | Lituania                                                                  | Qual. Mondiali 2014                                                       | -                                                                         |                                                                           |
| 7-6-2013                                                                  | Vaduz                                                                     | Liechtenstein                                                             | 1 – 1                                                                     | Slovacchia                                                                | Qual. Mondiali 2014                                                       | -                                                                         |                                                                           |
| Totale                                                                    |                                                                           | Presenze                                                                  | 38                                                                        |                                                                           | Reti                                                                      | 5                                                                         |                                                                           |

## Palmarès

### Club

#### Competizioni nazionali
- Campionato slovacco: 1

MFK Ruzomberok: 2005-2006
- Coppa di Slovacchia: 1

MFK Ruzomberok: 2005-2006
- Campionato norvegese: 2

Rosenborg: 2006, 2009

### Individuale
- Giocatore del mese del Campionato norvegese: 1

Ottobre 2006